# Seabee Heights
Le Seabee Heights (in lingua inglese: Vette Seabee), sono aspre vette antartiche, coperte di neve, che si innalzano fino a 3.400 m. Si estendono per 28 km in lunghezza e 9.3 km in larghezza, delimitate dai ghiacciai DeGanahl, LaVergne e Liv, nei Monti della Regina Maud, in Antartide.
La denominazione è stata assegnata dall'Advisory Committee on Antarctic Names (US-ACAN) in onore dei Seabees, il battaglione dei genieri della U.S. Navy, che hanno svolto un ruolo importante nella costruzione della basi antartiche statunitensi.